# 宋本中
宋本中（1980年1月14日—），原名宋本忠，香港電影工作者，中法混血兒，1991年入行當童星，早期較多飾演黑社會及童黨等角色。例如在電影《三五成群》中飾演性格暴戾的童黨首領「大王」，演技得到認同。
宋本中由2002年開始退居幕後擔任攝影師及導演工作，並於2006年開辦影視兄弟製作公司。2011年，宋本中成為《巨力傳奇影視傳媒有限公司》執行董事及數碼影城項目總監，並由2013年開始到內地當電視劇導演工作。近年回流香港，最新作品是網劇《天才在左，瘋子在右》和《反黑》。

## 生平
宋本中是中法混血兒，母親是法國人，但父母於他一歲時離異，一歲後就與母親失散。自小在調景嶺長大，曾就讀香港調景嶺中學（小學部）、香港扶幼會盛德中心小學、香港調景嶺中學及天光道閩光書院。宋本中和柯受良的兒子柯有倫是同班同學。宋本中年輕時機緣巧合地於新精武門1991擔任臨時演員，其後認識了特約演員公司老闆媚姨（周星馳電影《喜劇之王》中角色霞姨的原型），並在其特約演員公司「天王影視娛樂」工作，從此展開其電影及演藝生涯。年幼時，曾先後被陳惠敏、黃秋生領養。於90年代多擔任特約演員領班及電影副導演、場記等工作，由於經常出入片場工作培養了對電影的濃厚興趣。首部擔任副導演的電影是《再見阿郎》。年輕時曾加入周星馳創建的星輝海外有限公司工作，亦是香港導演李力持的徒弟。
21歲時曾初次執導低成本電影《癲鳳傻龍》，但是只得3日半時間拍攝，而且成本極低，作品並不成功。二千年開始他逐漸減少幕前演出，幫助父親經營茶餐廳同時，持續深造剪接、燈光等幕後工作，並主演及執導多部獨立短片。2006年與陳國坤合資開設幕後製作公司「Visual Brothers」，為日後擔任多部劇集導演舖路。

## 執導作品

### MTV
- 尹光 - 少理阿爸
- 尹光 - 荷里活大酒店
- 4PM - 港撐Hip Hop
- 梁雨恩 - 怎麼怎麼（攝影、剪接）

### 電影
癲鳳傻龍（2004）

### 劇集
- 江南四大才子（浙江衛視，2014）
- 天才在左，瘋子在右（樂視，2016）
- 反黑（網劇，2017）

## 主要演出

### 電影[5]
1991年
- Beyond日記之莫欺少年窮
- 四大家族之龍虎兄弟 飾演 少年馬尖山
- 老豆唔怕多

1992年
- 赤裸羔羊

1993年
- 證人 飾演 為莫少聰頂包的少年

1994年
- 滿清禁宮奇案 飾演 同治帝
- 神探磨轆
- 新邊緣人

1995年
- 百變星君 飾演 光頭仔學生
- 和平飯店
- 冒險遊戲 飾演 老鼠
- 老泥妹
- 十兄弟 飾演 遁地八
- 廟街故事 飾演 輪王

1996年
- 洪興仔之江湖大風暴 飾演 中
- 古惑仔之人在江湖 飾演 少年山雞
- 龍虎砵蘭街 飾演 酒吧侍應
- 懵仔多情

1997年
- 一個字頭的誕生 飾演 小春
- 天才與白痴
- 黑獄斷腸歌之砌生豬肉 飾演 程樂

1998年
- 野獸刑警 飾 㩒釘華手下
- 行運秘笈

1999年
- 三五成群 飾演 大王
- 皇家香港警察的最後一夜之一體兩旗
- 上帝之手
- 好兄吾兄

2000年
- 旺角的天空3終極邊緣 飾演 王子傑

2001年
- 童黨2001 飾演 林健龍

2002年
- 麻煩三角錯 飾演 阿成
- 迷離警界之天使名模

2003年
- 絕種賤男之愛在三級的日子
- 失鎗72小時 飾演 蓉男友

2004年
- 失驚無神
- 這個阿爸真爆炸 飾演 撂水強手下
- 情陷掌門人
- 雙子 飾演 光仔

2006年
- 黑拳 飾演 大眼雞

2008年
- 機動部隊之絕路 飾演 鵝頭

2009年
- Laughing Gor之變節 飾演 便利店劫匪

2017年
- 西謊極落之太爆太子太空艙 飾演 輝明哥

### 電視劇
1997年
- 國際刑警1997 - 金錢遊戲 飾 錢旭明

1998年
- 天下有情之火太陽

2002年
- 法內情2002

2005年
- 大冒險家 飾 葉南
- 危險人物 - 八仙飯店 飾 細昌